# Puppie (Smurfen)
Puppie of Puppy is een personage uit De Smurfen. Het is een hond.
Puppie werd bedacht door de tekenfilmstudio Hanna-Barbera voor de Smurfenanimatiereeks. Het oorspronkelijke plan van de studio was om een blauwe hond voor de Babysmurf te maken, maar de studio van Peyo, die het laatste woord had in de producties, maakte er een gewone hond van.

## Beschrijving
Puppie In de stripserie maakte Puppie zijn debuut in Puppy en de Smurfen. Hij lag op een ochtend bij het Smurfendorp. Omdat Babysmurf de enige is die het medaillon om de nek van Puppie kan openen, is hij het baasje van de hond. In de tekenfilm gaf Omnibus hem aan Grote Smurf als een geschenk. Puppie wordt in de tekenfilmserie vooral beschouwd als de hond van de Smurfenkleuters.